# Janez Brajkovič
Janez Brajkovič (* 18. Dezember 1983 in Metlika, Region Bela krajina; Vorname oft als Jani angegeben) ist ein ehemaliger slowenischer Radrennfahrer.

## Karriere
Janez Brajkovič wurde 2004 slowenischer Meister der U23-Klasse auf der Straße und im Einzelzeitfahren, später gewann er auch das U23-Zeitfahren der Weltmeisterschaft in Verona.
Bis Juli 2005 bestritt Brajkovič seine Rennen noch für das Continental Team KRKA-Adria Mobil, ehe er Ende des Monats sich dem US-amerikanischen UCI ProTeam Discovery Channel anschloss. Im darauffolgenden Jahr konnte er insbesondere mit dem fünften Gesamtrang bei der Tour de Suisse auf sich aufmerksam machen und nahm er mit der Vuelta a España auch an seiner ersten dreiwöchigen Landesrundfahrt teil, bei der das Goldene Trikot des Gesamtführenden zwei Tage lang trug. 2007 gewann Brajkovič dann auch die Gesamtwertung der Tour de Georgia, nachdem er im Vorjahr bereits die Nachwuchswertung gewonnen hatte.
Zur Saison 2008 wechselte Brajkovič zum Team Astana und konnte bei der bislang letzten Auflage der Deutschland Tour den dritten Gesamtrang erreichen. 2009 startete er erstmals beim Giro d’Italia und beendete ihn auf dem 18. Platz. In den Saisons 2010 und 2011 stand Brajkovič in Diensten des um Lance Armstrong neu gegründeten Team RadioShack. Im Juni 2010 erreichte er seinen bisher größten Erfolg, als er neben dem Einzelzeitfahren die Gesamtwertung des Critérium du Dauphiné gewann und dabei Alberto Contador, den Vorjahressieger der Tour de France, auf den zweiten Platz verwies. Außerdem stand Brajkovič im selben Jahr das erste Mal bei der Tour de France am Start und belegte den 43. Platz.
Im Jahr 2012 kehrte Brajkovič zum Astana Pro Team zurück und belegte bei der Tour de France den neunten Platz. Er startete bei den Olympischen Spielen in London und belegte im Straßenrennen Platz 21 sowie im Einzelzeitfahren Platz 10. In der Folge konnte er nicht mehr an die vorausgegangenen Erfolge anknüpfen. Er wechselte zur Saison 2015 zum US-amerikanischen Professional Continental Team UnitedHealthcare Team. Er erklärte, dass ihm die amerikanischen Rennen und die amerikanische Mentalität besser liegen würden.
Nach zwei Jahren ohne internationale Erfolge wechselte 2017 wechselte Brajkovič zum neugegründeten Team Bahrain-Merida, bei dem er ein Jahr blieb. Anschließend schloss er sich der Mannschaft Adria Mobil an. Nach einem positiven Dopingtest auf Methylhexanamin während der Kroatien-Rundfahrt wurde er durch die Union Cycliste Internationale für 10 Monate gesperrt. Die UCI folgte der Argumentation von Brajkovič, dass der Befund durch eine Kontamination eines Nahrungsergänzungsmittels ausgelöst worden sei und reduzierte die vierjährige Regelsperre. Brajkovič, der nach Ablauf seiner Sperre zu seinem Team zurückkehrte, beklagte in einem während der Sperre geführten Interview, dass Mobbing während seiner Karriere schlimmer als die Dopingepisode gewesen sei, auch ausgeübt durch einen Teamkollegen während der Tour de France.
Nach Ablauf der Saison 2020 verließ er Adria Mobil und startete 2021 international nur für die slowenische Nationalmannschaft. In der Saison 2022 war er ab Juli Mitglied im serbischen Continental Team Ferei-CCN Metalac, blieb aber ohne internationale Renneinsätze. Nach der Saison 2022 beendete er im Alter von 39 Jahren seine Karriere als Radrennfahrer.

## Erfolge
2004
- Weltmeister – Einzelzeitfahren (U23)

2006
- Nachwuchswertung Tour de Georgia

2007
- Gesamt- und Nachwuchswertung Tour de Georgia

2008
- Militärweltmeister – Einzelzeitfahren

2009
- Slowenischer Meister – Einzelzeitfahren

2010
- Gesamtwertung und eine Etappe Critérium du Dauphiné

2011
- Slowenischer Meister – Einzelzeitfahren

2012
- eine Etappe Volta Ciclista a Catalunya
- Gesamtwertung Slowenien-Rundfahrt

2013
- Mannschaftszeitfahren Vuelta a España

## Grand Tours-Platzierungen
| Grand Tour            | 2006 | 2007 | 2008 | 2009 | 2010 | 2011 | 2012 | 2013 | 2014 | 2015 | 2016 | 2017 |
| --------------------- | ---- | ---- | ---- | ---- | ---- | ---- | ---- | ---- | ---- | ---- | ---- | ---- |
| Giro d’ItaliaGiro     | –    | –    | –    | 18   | –    | –    | –    | –    | DNF  | –    | –    | –    |
| Tour de FranceTour    | –    | –    | –    | –    | 43   | DNF  | 9    | DNF  | –    | –    | –    | 45   |
| Vuelta a EspañaVuelta | 30   | DNF  | –    | –    | –    | 22   | –    | 26   | –    | –    | –    | –    |